# Маурицстад

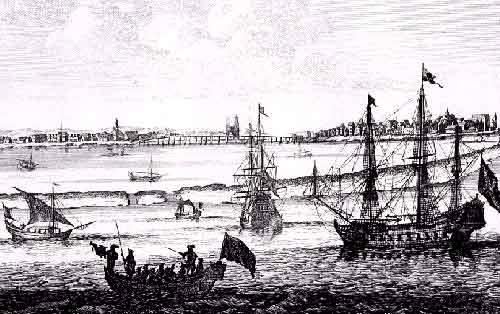
Гавань Маурицстада в 1645 году, гравюра Петера Шенка на основе рисунка Франса Поста.

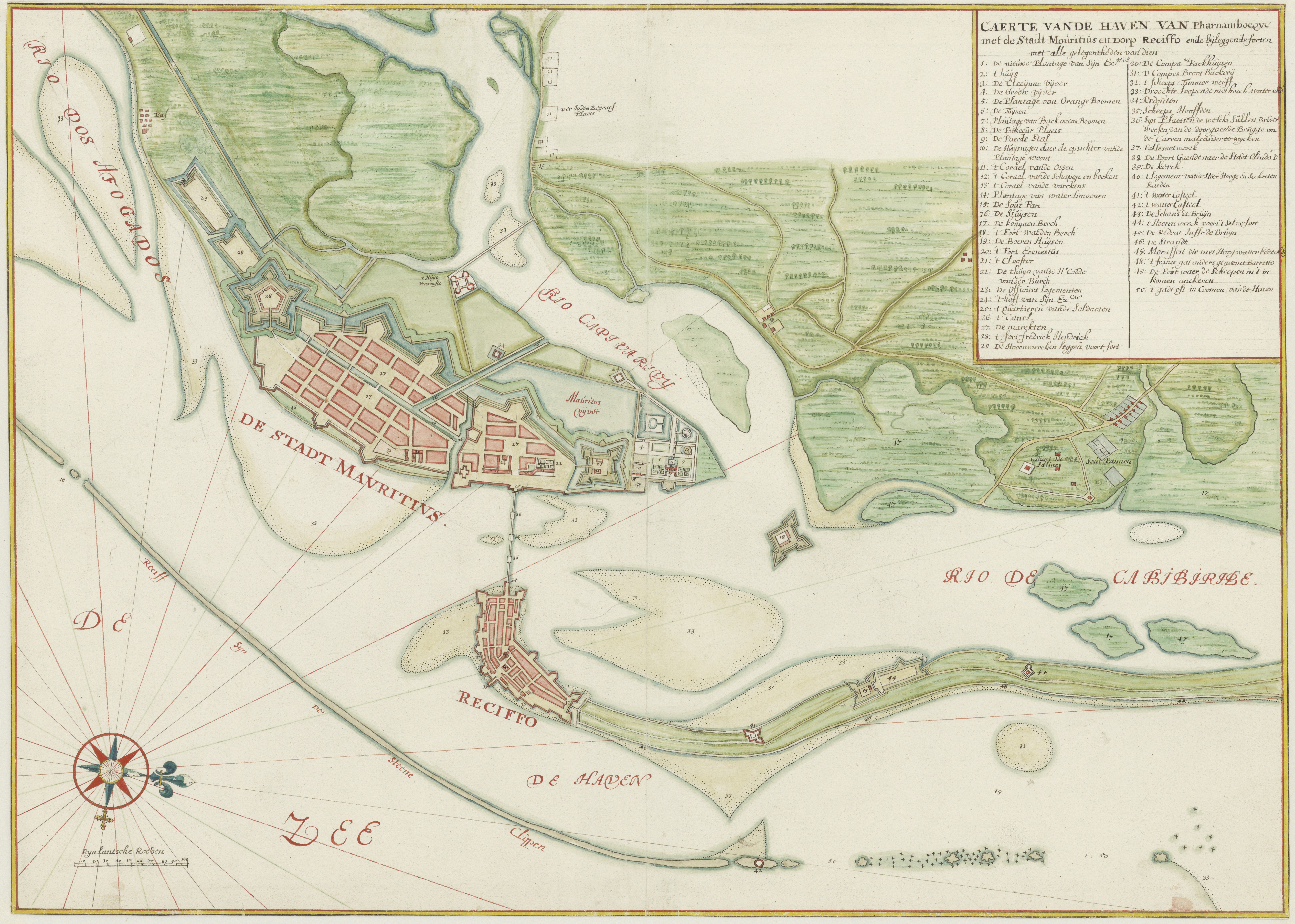
Карта Маурицстада и Ресифи в 1665 году из голландского атласа Vingboons

Маурицстад (нидерл. Mauritsstad) или Мауритиополис (нидерл. Mauritiopolis) — бывший город, столица Голландской Бразилии, ныне часть города Ресифи.
Город был построен на острове Антониу Ваз напротив тогда небольшого поселка Ресифи (сейчас район города Ресифи), по плану голландского архитектора Питера Поста. Город назван в честь губернатора Иоганна Морица ван Нассау-Зиген, основавшего город. 
Маурицстад был культурным центром голландских владений в Америке, здесь были построены первые в Америке ботанический сад, зоопарк и музей.